# ولسوالی پرچمن
پُرچمن یکی از ولسوالی‌های ولایت فراه در افغانستان است. جمعیت این ناحیه نزدیک به ۵۹۴۰۹ نفر اعلام شده است.
ولسوالی پرچمن در ۳۲۰ کیلومتری شرق شهر فراه موقعیت دارد و از ولسوالی‌های دور افتادهٔ این ولایت می‌باشد. این ولسوالی از ۳۴۱ روستا (قریه) تشکیل شده و در سمت شمال با ولسوالی ساغر غور هم‌مرز است.
پرچمن نیز یکی از ولسوالی‌های دور افتاده سرسبز است که دارای مزرعه‌های زیاد زنبور عسل می‌باشد و نفوس تخمینی آن در حدود ۶۰٬۴۵۰ نفر (۱۳۹۹) است. باشندگان این ولسوالی  پشتون هستند.شماری از سادات نیز ساکن هستند که بزرگ مردم سادات الحاج سید اکبر سادات میباشد 

## مردم
مردم این ولسوالی پشتون پیرو اهل سنت حنفی هستند، اهل تصوف خصوصاً طریقت نقشبندیه در این منطقه پیروان زیادی دارد